# Katsuhiro Shiratori
Katsuhiro Shiratori (jap. 白鳥 勝浩, Shiratori Katsuhiro; * 29. Oktober 1976 in Ōta) ist ein japanischer Beachvolleyballspieler, der dreimal an den Olympischen Spielen teilnahm.

## Karriere
Shiratori spielte 1999 in Acapulco sein erstes Open-Turnier der FIVB World Tour mit Shōji Setoyama. 2001 bildete er ein Duo mit Satoshi Watanabe, das in Stavanger und Espinho jeweils den 17. Platz erreichte. Bei der Weltmeisterschaft in Klagenfurt verloren Shiratori/Wanabe beide Gruppenspiele und schieden nach der Vorrunde aus. Im folgenden Jahr erreichten sie ihr bestes Ergebnis wieder bei den Espinho Open (Rang 17). 2003 kamen sie auf der World Tour nicht über den 25. Platz hinaus. In der Vorrunde der WM in Rio de Janeiro gelang ihnen im ersten Spiel ein Sieg gegen die Franzosen Canet/Hamel. Trotzdem schieden sie als einer der beiden schlechtesten Gruppendritten vorzeitig aus. Bei der World Tour 2004 kamen sie bei den Open-Turnieren in Kapstadt und Carolina als Neunte in die Top Ten.
2005 spielte Shiratori mit Taichi Morikawa. Das Duo erzielte als bestes Ergebnis einen 25. Platz in Shanghai. Bei der WM in Berlin unterlagen Shiratori/Morikawa im ersten Spiel den Chinesen Xu Qiang / Xu Linyin. Auf der Verliererseite des Doppel-KO-Systems verloren sie anschließend gegen die Niederländer Ronnes/de Gruijter und schieden aus. In Salvador da Bahia bildete Shiratori erstmals ein Duo mit Kōichi Nishimura. 2006 schafften Shiratori/Nishimura als Siebte der Marseille Open ihr bestes gemeinsames Ergebnis.
Zum letzten Turnier 2006 in Acapulco trat Shiratori bereits mit seinem neuen Partner Kentarō Asahi an. Asahi/Shiratori wurden nach zwei neunten Plätzen bei der World Tour Vierte der Marseille Open. Wenig erfolgreich verlief der Auftritt bei der WM in Gstaad. Dort trafen die Japaner in der Vorrunde unter anderem auf die Titelverteidiger Fabio Luiz / Márcio Araújo aus Brasilien und verbuchten in drei Partien nur einen Satzgewinn. 2008 qualifizieren sie sich für die Olympischen Spiele in Peking. Dort erreichten sie trotz der Auftaktniederlage gegen die Deutschen Brink/Dieckmann als Gruppenzweiter das Achtelfinale, in dem sie sich wie zuvor bei der WM den brasilianischen Silbermedaillengewinnern geschlagen geben mussten. Das letzte Turnier des Jahres beendeten Asahi/Shiratori ebenso wie das erste Open-Turnier 2009 auf dem neunten Rang. Im weiteren Verlauf des Jahres kamen sie maximal auf den 17. Platz. Dasselbe Ergebnis gab es bei den Brasília Open 2010. Ansonsten gelang dem Duo keine vordere Platzierung mehr.
2011 spielte Shiratori zunächst vier Turniere mit Keisuke Imai, bevor er bei der Asienmeisterschaft wieder mit Asahi zusammenkam und Fünfter wurde. 2012 nahmen Asahi/Shiratori in London zum zweiten Mal an einem olympischen Turnier teil. Mehr als ein Satzgewinn gegen die Tschechen Beneš/Kubala gelang ihnen in den Gruppenspielen nicht, so dass sie sich nach der Vorrunde verabschieden mussten.
Mit Gottsu nahm Shiratori 2021 in seinem Heimatland zum dritten Mal an den Olympischen Spielen teil. Gottsu/Shiratori schieden dabei sieglos nach der Vorrunde aus.